# منتخب رومانيا تحت 18 سنة لهوكي الجليد للسيدات
منتخب رومانيا تحت 18 سنة لهوكي الجليد للسيدات هو ممثل رومانيا الرسمي في المنافسات الدولية في هوكي الجليد في فئة هوكي الجليد للسيدات ‏ تحت 18 سنة.